# Cinci seri
Cinci seri (în rusă Пять вечеров) este un film sovietic din anul 1978, regizat de Nikita Mihalkov și inspirat dintr-o piesă de teatru a lui Aleksandr Volodin. Rolurile principale sunt interpretate de Liudmila Gurcenko, Stanislav Liubșin, Valentina Telicikina și Larisa Kuznețova. 
Filmul este în culori, dar cea mai mare parte a acestuia este prezentată în alb și negru, evidențiind stilul cinematografic de la sfârșitul anilor '50. Numai în ultimul act, când Tamara afirmă că vrea să rămână cu Aleksandr, apare culoarea.

## Rezumat
Înainte de începerea Marelui Război pentru Apărarea Patriei, Aleksandr (Sașa) Ilin a fost singurul dintr-un grup de 20 de studenți de la Politehnica din Moscova care a avut curajul să-i spună unui profesor ticălos că este o canalie. Toți ceilalți studenți au tăcut în loc să-l susțină, deși și ei gândeau la fel. Ilin a fost exclus din institut, dar nu i-a sus iubitei sale, Tamara (Toma). El a devenit apoi boxer.
Curând începe războiul, iar Ilin este luat în armată și trimis pe front. Tamara lucrează ca asistentă medicală și continuă să-i scrie lui Sașa. După război, ea nu se mai căsătorește, lucrează ca maistru într-o fabrică și îl crește pe nepotul Slava, fiul răposatei sale surori. Ilin se stabilește la Vorkuta, în nordul URSS-ului, unde lucrează ca șofer de camion.
Trec mai mulți ani de la despărțirea celor doi. Ilin transportă marfă cu camionul în sate greu accesibile. Tamara este un maistru într-o fabrică, conducând un colectiv de 80 de muncitoare. După atâția ani, niciunul dintre ei nu știe că sentimentul de dragoste i-a rămas în inimă.
Filmul începe în anul 1957, atunci când Sașa vizitează Moscova pentru o perioadă de cinci zile și recunoaște din întâmplare casa în care locuia Tamara. Femeia locuia și atunci acolo, împreună cu nepotul ei Slava, astăzi student la Politehnică. Întâlnirea întâmplătoare dintre cei doi îi surprinde și le oferă speranța de a începe o viață nouă. Povestea lor se întinde pe durata a cinci seri în care cei doi foști iubiți își regăsesc dragostea de altădată. 

## Distribuție
- Liudmila Gurcenko - Tamara Vasilievna
- Stanislav Liubșin - Aleksandr Petrovici Ilin
- Valentina Telicikina - Zoia
- Larisa Kuznețova - Katia
- Igor Nefiodov - Slava
- Aleksandr Adabașian - Timofeev
- Nina Ter-Osipian - Nina Mamikonovna, vecina Tamarei
- Liudmila Gailikovskaia - bătrâna nemulțumită de la Oficiul telefonic

## Producție
Nikita Mihalkov a filmat Cinci seri în trei apartamente și pe casa scărilor, cu excepția a două scene scurte care au loc în restaurantul gării și în oficiul telefonic. A fost recreată atmosfera din apartamentele sovietice ale anilor '50 cu bucătării comune, televizoare de epocă și telefoane situate pe coridoarele comune.

## Lansare
A fost lansat în anul 1979 și a avut parte de succes comercial, fiind vizionat de 9,9 milioane de spectatori în cinematografele din Uniunea Sovietică.

## Recepție
Criticul Tudor Caranfil a dat filmului trei stele din cinci și a făcut următorul comentariu: „Un bărbat își regăsește, într-un apartament din Moscova, marea iubire a vieții și cu acest prilej derulează, împreună cu ea, bilanțul propriei existențe în cinci seri de reproșuri, amintiri și zbuciumate explicații. Dintr-o piesă a lui Aleksandr Volodin, Mihalkov extrage un „kammer-film” care păstrează puternic pecetea originii teatrale. Pe lângă bunele creații actoricești oferite, cineastul izbutește și un document social asupra evoluției mentalităților sovietice între anii 1940 și 1970.” 

## Premii
- Festivalul de Film „Noul Cinema” de la Hyères-Franța (1979) - Premiul pentru cel mai bun actor - Stanislav Liubșin
- Premiul pentru cel mai bun actor al anului 1979 decernat de către revista „Советский экран” - Stanislav Liubșin